# Bjørn Skau
Bjørn Skau (* 26. Februar 1929 in Borre, Gemeinde Horten, Provinz Vestfold; † 2. März 2013 in Fredrikstad) war ein norwegischer Politiker der Arbeiderpartiet (Det norske Arbeiderparti).

## Leben
Skau wurde als Sohn von Johan Fredrik Skau (1887–1975) und der Hausfrau Marie Ingeborg Halvorsen (1890–1966) in Borre bei Horten in der Provinz Vestfold geboren. Seine Schwester Annie Skau Berntsen (1911–1992) wurde später Missionarin in Republik China und Hongkong. Sein Bruder Leif Skau, war von 1970 bis 1976 Vorsitzender der norwegischen Gewerkschaft Jern og Metall (Eisen- und Metallarbeitergewerkschaft). Skaus Eltern waren, wie er später selbst, in der nationalen Arbeiterbewegung aktiv. Skau selbst war mental tief in der Arbeiterbewegung verwurzelt.
Skau begann seine Berufslaufbahn 1945 als Journalist. Er absolvierte von 1946 bis 1948 eine journalistische Ausbildung und arbeitete bis 1957 als Journalist für die der Arbeiderpartiet nahestehende Zeitung Nybrott in Larvik.
Politisch war er zunächst in der Kommunalpolitik tätig; von 1951 bis 1957 war er Mitglied im Stadtrat von Larvik (Larvik kommunestyre). Parteipolitisch engagierte er sich seit Anfang der 1950er Jahre in der Arbeidernes Ungdomsfylking (AUF), der Jugendorganisation der Arbeiderpartiet, der sozialdemokratischen Partei Norwegens. Er war von 1952 bis 1958 Mitglied im Bundesvorstand und Stellvertretender Vorsitzender der AUF.
1957 nahm er kurzzeitig ein Studium auf und wurde noch im selben Jahr Berater (Konsulent) bei Statens Edruskapsråd, der staatlichen Alkoholkommission; dort blieb er bis 1959. 1959 wurde er, unter der Regierung von Ministerpräsident Einar Gerhardsen, Sekretär (Politisk sekretær) im Arbeids- og sosialdepartementet (ASD), dem norwegischen Ministerium für Arbeit, Gesundheit, Sozialpolitik und Einwanderung. Von 1961 bis 1965 war er anschließend Staatssekretär (Statssekretær) im Sosialdepartementet. Im August/September 1963 verlor er kurzzeitig unter der Regierung von John Lyng sein Amt als Staatssekretär, wurde jedoch mit der erneuten Regierungsübernahme Gerhardsens im September 1963 erneut Staatssekretär.
Skau war nach seiner Ministerialtätigkeit dann wieder in der Kommunalpolitik aktiv und in der Öffentlichen Verwaltung tätig. Er war von 1967 bis 1975 Oberstadtdirektor (Rådmann) in Skjeberg, Provinz Østfold.
Von 1975 bis 1977 war er anschließend Sektionschef in der Kulturabteilung des Nordischen Ministerrates (Nordisk Ministerråd). Von 1978 bis 1986 war er in der Bezirksverwaltung der Provinz (Fylke) Buskerud Leiter der Gesundheitsbehörde (Fylkeshelsesjef Buskerud fylkeskommune) mit Verwaltungssitz in Drammen.
Während dieser Zeit kehrte Skau für ein kurzes Intermezzo in die nationale norwegische Politik zurück. Er war von Februar 1981 bis Oktober 1981 im Ersten Kabinett von Ministerpräsidentin Gro Harlem Brundtland kurzzeitig Justizminister und Polizeiminister.
Von 1988 bis 1993 war er Direktor (Direktør) des Provinzkrankenhauses in Buskerud (Buskerud Sentralsykehus).
Skau war von 1981 bis 1984 Vorsitzender der Buskerud Arbeiderparti, der Provinzorganisation der sozialdemokratischen Arbeiderpartiet. Von 1981 bis 1985 war er Mitglied im Bundesvorstand der DNA (Det norske Arbeiderparti).
Skau war seiner Ehefrau Iris seit Anfang der 1950er Jahre verheiratet. Sein Sohn Per Skau (* 1961) ist ebenfalls Politiker und war von 1993 bis 1997 Abgeordneter des Storting. Skau war Anhänger der Abstinenzbewegung. Von 1991 bis 1997 leitete er die norwegische Sektion der Guttempler (Organization of Good Templars).
Skau starb im Alter von 84 Jahren in einem Alten- und Pflegeheim in Fredrikstad.